# 負蝽科
負蝽科（學名：Belostomatidae），又名田鱉科、負子蝽科:21、鱉𧔠科，是半翅目蠍蝽總科下的一科，為一類肉食性的水生昆蟲，常稱作「巨型水蟲」（Giant Water Bugs）、「咬腳趾蟲」（toe-biter） （页面存档备份，存于），但因常有強烈的趨光性也稱作「電光蟲」（electric-light bugs） （页面存档备份，存于），大多數種類體型相當的大，包含一些半翅目中體型最大的物種，例如：大田鱉，平均體長超過4.75英吋。他們通常棲息在淡水溪流與池塘，也具有可用於飛行的翅膀，在泰國等東南亞國家也被人們用於食用。

## 分佈與棲息
大部分品種分佈於北美洲、南美洲、澳大利亞北部及東南亞地區等，棲息於低海拔或平地的水田、池塘、淨水域、等等水生生物棲息地，但因水生環境汙染而數量減少。

## 習性
負蝽科大多數都是兇猛的掠食者，與蠍蝽科相同，牠們會捕捉水中的甲殼類、魚類、兩棲類動物等，甚至曾被記錄捕捉烏龜、蛇類。牠們有時還會潛入水中的底部伏擊經過的獵物，再透過吻突注射麻醉液後腐蝕內部系統後吸食獵物的體液。牠們的消化液被認為是昆蟲界中最痛苦的攻擊，能夠讓目標造成永久性的傷害。成蟲、若蟲時雖然不能完全在水中生活，但牠們可以定期到水面上吸入空氣儲存肺部繼續在水中生活。負蝽科家族會精心照顧牠們的後代，交配後，大多數雌蟲會將卵產於雄蟲的背上，並由雄蟲照顧，直到牠們孵化，在這段時間雄蟲不能交配，牠必須花費精力與時間照顧背上的卵，防止受到敵人的危害，這種行為與羅伯特·泰弗士提出的親代投資理論是一樣的。在一些地區的負蝽科昆蟲被認為是極為美味的美食，會在市場銷售，當地人常常以大量的陷阱式池塘或設置燈光吸引牠們，如果是在繁殖季節成體的水生昆蟲則會大量的被燈光所吸引聚集過來。

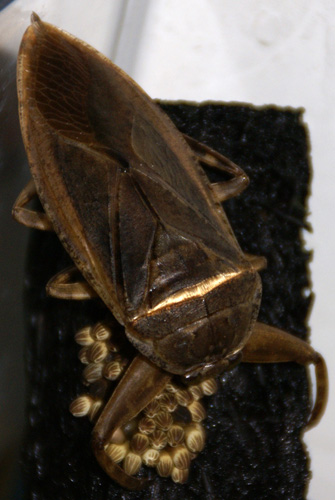
正在護卵的雄性桂花負蝽

## 另見
- 蠍蝽科
- 田鱉
- 水生昆蟲

## 外部連結
- Factsheet from zoo.org
- Sex role reversal
- Toebiters
- Pictures of a Giant Water bug from whatsthatbug.com
- Lethocerus, Abedus, Belostoma spp. （页面存档备份，存于） on the University of Florida / Institute of Food and Agricultural Sciences  Featured Creatures Web site
- Giant Water Bug Feeding on Frog （页面存档备份，存于）